# Lister Bad

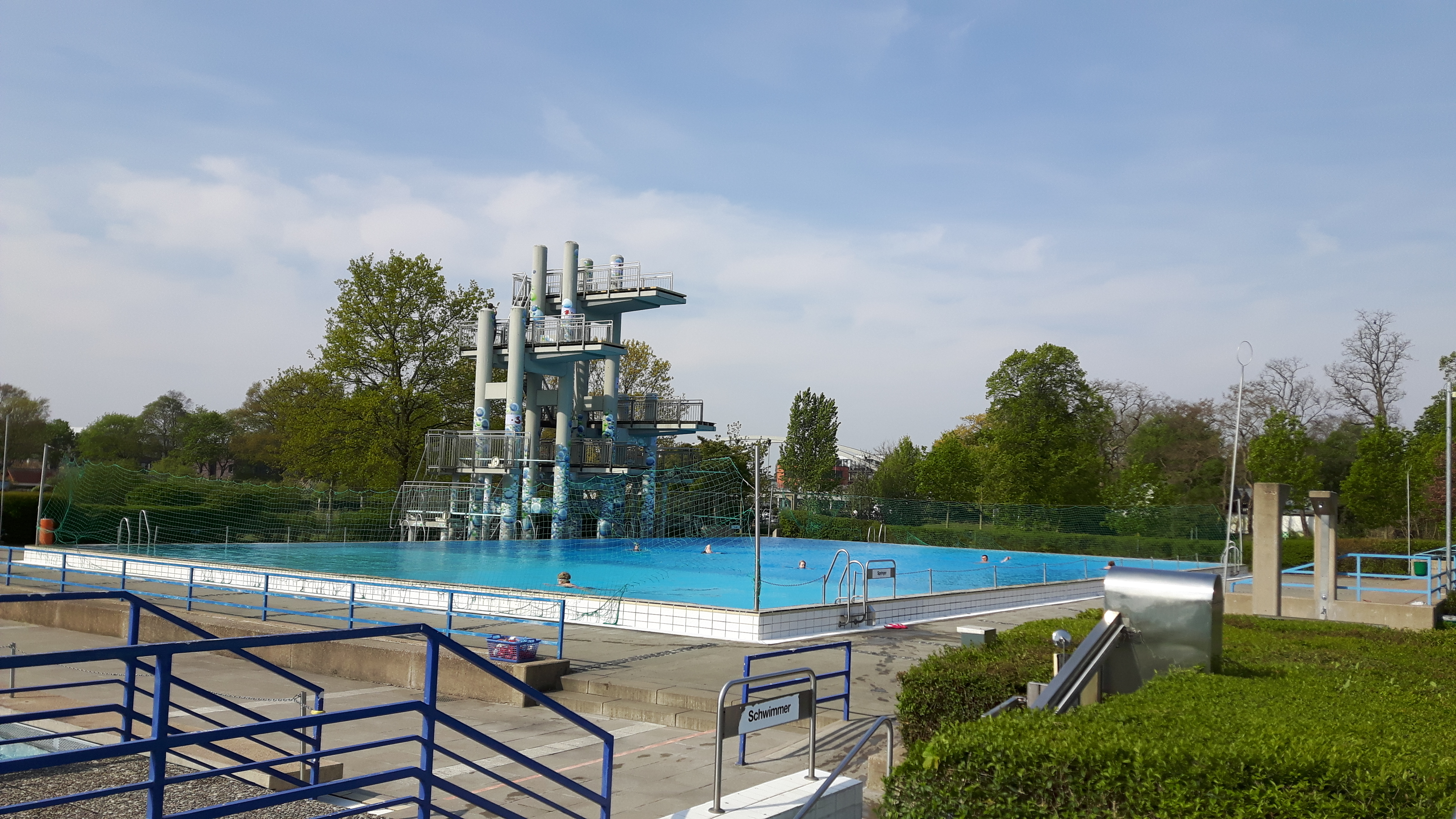
Sprunganlage des Lister Bads

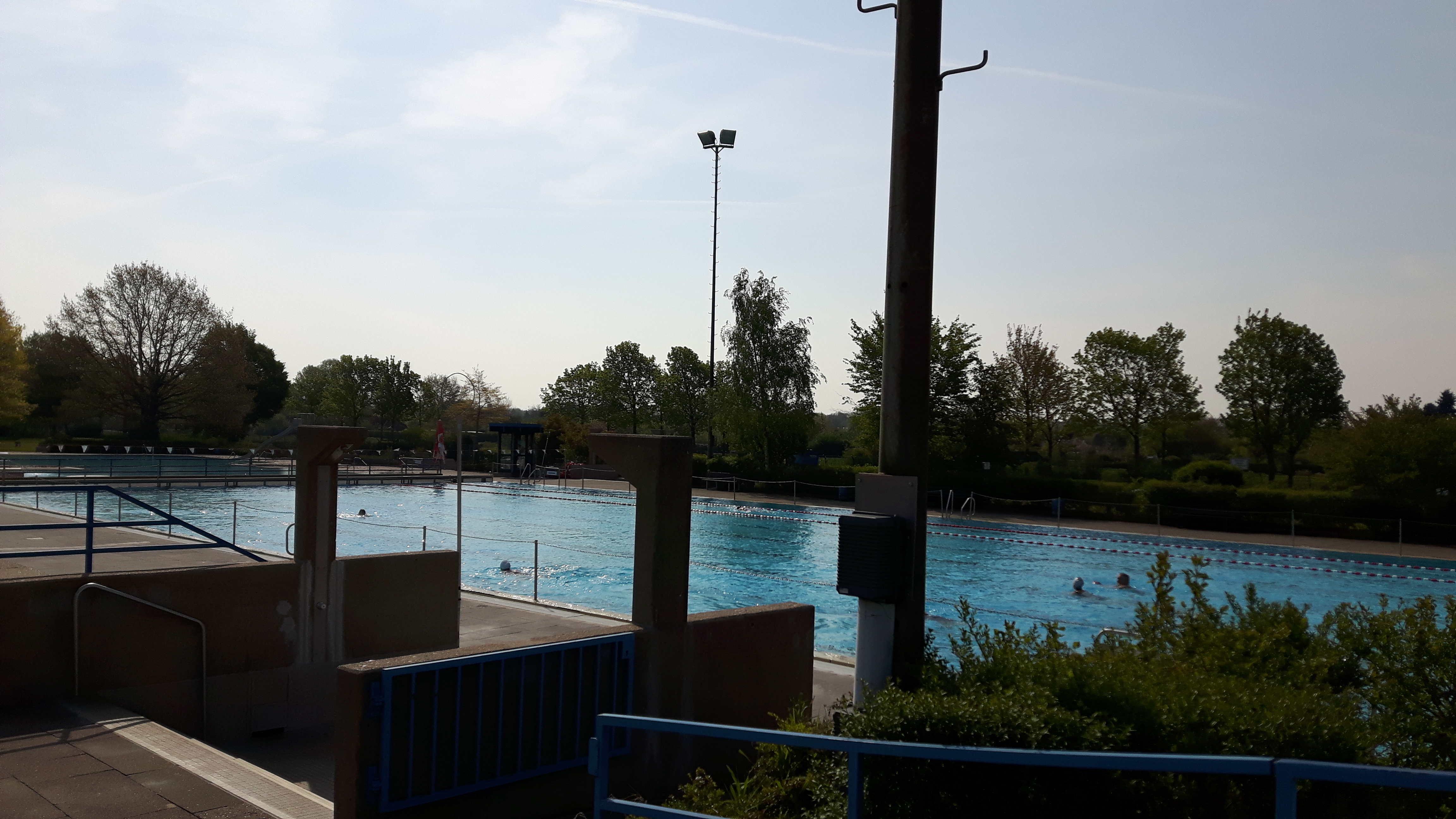
Schwimmerbecken des Lister Bads

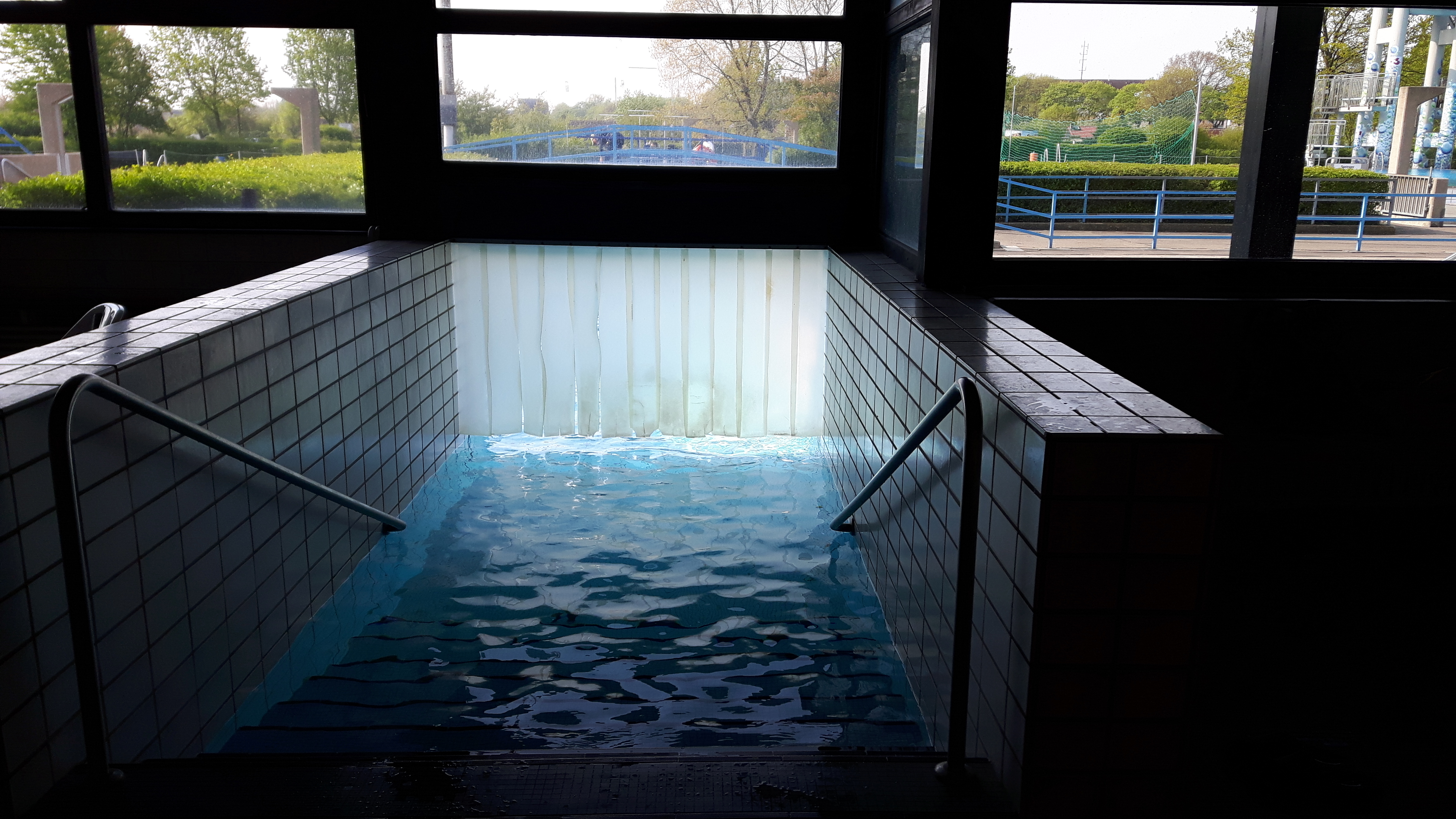
Einschwimmkanal aus der Wärmehalle

Das Lister Bad ist das größte Freibad in der Stadt und Region Hannover. Es befindet sich am nördlichen Ufer des Mittellandkanals, der hier die Grenze der Stadtteile List und Vahrenheide bildet. Somit liegt das Lister Bad streng genommen nicht in der List, sondern in Vahrenheide. Dieser Stadtteil entstand allerdings erst rund 30 Jahre nach dem Bau des Bads.

## Geschichte
Das Lister Bad wurde 1927 als damals eines der größten Freibäder Deutschlands eröffnet und beherbergte zur Eröffnung die Deutschen Schwimmmeisterschaften. Die Anlage mit dem damals üblichen 100-Meter-Becken ersetzte mehrere wilde Badestellen am benachbarten Mittellandkanal. Gelegen an der Straße Am Lister Bad, die vom Lister Damm zur Straße Am Jagdstall verläuft und 1932 angelegt und so benannt wurde. Im Jahr 1975 wurde das Lister Bad umfangreich umgebaut und saniert.
Das heutige Bad verfügt über ein Schwimmerbecken mit einer Fläche von 1122 m², ein 700 m² großes Sprungbecken mit Sprungbrettern bzw. -plattformen in 1 m, 3 m, 5 m, 7,5 m und 10 m Höhe, ein 1150 m² großes Nichtschwimmerbecken, ein 95 m² großes Lehrschwimmbecken und ein 135 m² großes Planschbecken.
Besonderheiten des Lister Bads sind eine Wärmehalle, die an kühlen Tagen auf die Temperatur eines Hallenbads beheizt wird, sowie ein Einschwimmkanal, der aus der Wärmehalle in das auf 22 °C beheizte Schwimmerbecken führt, so dass Schwimmer bei Kälte nicht in Badekleidung im Freien stehen müssen. Die Saison ist wegen dieser Einrichtungen in der Regel etwas länger als in anderen Freibädern der Region; 2017 dauert sie vom 1. Mai bis zum 17. September, bei günstiger Wetterlage wird sie meist bis gegen Ende September verlängert.
Eine weitere Besonderheit ist die im Jahr 2007 installierte Solaranlage auf den Flachdächern des Bades, die bis zu 100 % der Heizenergie liefert. Bei Schlechtwetterperioden springt eine Erdgasheizung ein.

## Trivia
Auf dem Gelände des Lister Bades ist auch der Waspo 98 Hannover ansässig. Dort wurden 1948 von dem Vorgängerverein Wasserfreunde 98 Hannover ein Klubhaus mit einer Liegewiese, Spielplatz und Umkleidemöglichkeiten errichtet.